# Michael Thumann

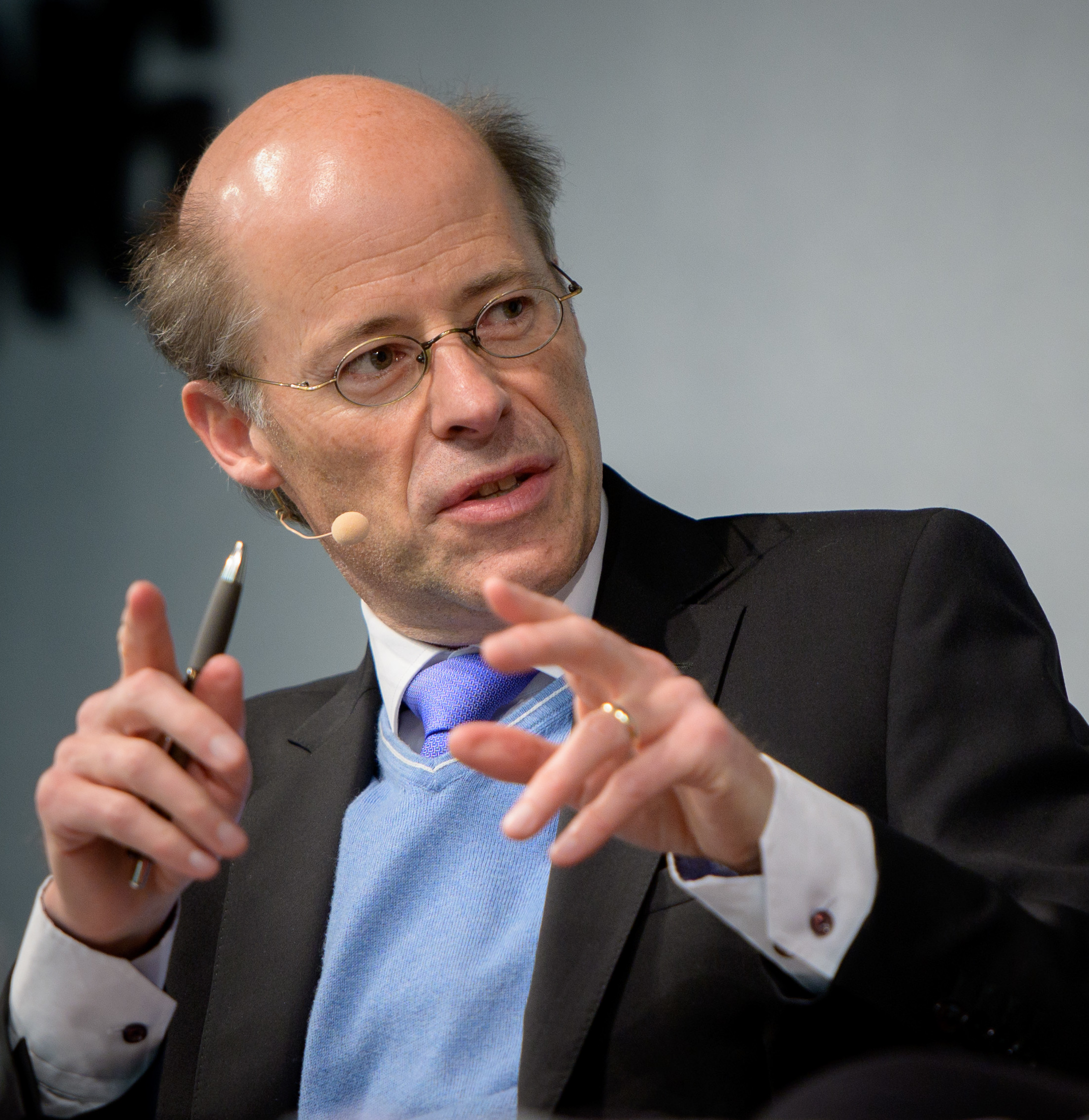
Michael Thumann, 2020

Michael Thumann (* 8. Dezember 1962 in Lüchow) ist ein deutscher Journalist und Buchautor. Er ist Außenpolitischer Korrespondent der Wochenzeitung Die Zeit mit Sitz in Moskau und Berlin und schreibt über Russland, Osteuropa und internationale Politik.

## Leben
Michael Thumann wurde 1962 im niedersächsischen Lüchow geboren. Als Stipendiat der Studienstiftung des deutschen Volkes studierte er Geschichte, Politik und Slawistik an der Freien Universität Berlin, an der Columbia University in New York, an der Leningrader Staatsuniversität und am Puschkin-Institut in Moskau.

## Berufliche Laufbahn
Thumann ist Außenpolitischer Korrespondent der Wochenzeitung Die Zeit mit Sitz in Moskau und Berlin und schreibt über Russland, Osteuropa und internationale Politik. Seit 2021 leitet er zum dritten Mal das Moskauer Büro der Zeit. Davor schrieb er über internationale Politik aus Berlin. Bis 2013 war er Zeit-Korrespondent für den Nahen und Mittleren Osten mit Sitz in Istanbul. Bis Ende 2007 koordinierte er die außenpolitische Berichterstattung der Zeit. Von 1996 bis 2001 war er der Zeit-Korrespondent in Moskau und berichtete über Russland und die islamischen Völker des Kaukasus und Zentralasiens. Zuvor bereiste er als politischer Redakteur der Zeit Südosteuropa, insbesondere das zerfallende Jugoslawien.
Im Herbst und Winter 2019/20 arbeitete Thumann als Mercator-IPC Senior Fellow am International Policy Center in Istanbul. Dort entstand sein Werk über den neuen Nationalismus. Als Bosch Fellow an der Transatlantic Academy in Washington, D.C. arbeitete er im Frühjahr 2010 über den Nahen Osten und den Islam. Thumann forschte im Jahr 2000 an der Lomonossow-Universität in Moskau für ein Buch über den russischen Föderalismus. Im selben Jahr recherchierte er als Public Policy Scholar am Woodrow Wilson International Center for Scholars (WWIC) in Washington, D.C.

## Positionen
Russland
Thumann betont, man müsse begreifen, welche tiefen Veränderungen Russland durchmache. Das Land sei viel zu groß, als dass es sich unter westlichen Umarmungen oder Zurückweisungen drehen würde. Zu behaupten, das Land hätte seinen speziellen Weg nur deshalb genommen, weil der Westen sich so oder so verhalten habe, sei nichts anderes als eine Beleidigung für ein europäisches Land dieser Größe. „Russland lässt sich nicht von außen steuern oder manipulieren.“

## Mitgliedschaften
- Beiratsmitglied der Deutsch-Türkischen Jugendbrücke

## Preise und Auszeichnungen
- 2012 erhielt er den Helga und Edzard Reuter-Preis für Völkerverständigung.
- 2012 Deutscher Journalistenpreis in der Kategorie Mobilität & Logistik[3]

- 2016 bekam er den Deutschen Journalistenpreis in der Kategorie Offenes Thema.[4]

- 2023 den Werner-Holzer-Preis für ausgezeichnete Auslandsberichterstattung[5].

- Sein Buch Revanche. Wie Putin das bedrohlichste Regime der Welt geschaffen hat war auf mehreren Sachbuchbestenlisten im April[6] und Mai 2023[7] und auf der Shortlist des NDR-Sachbuchpreises 2023[8].

## Privates
Michael Thumann ist verheiratet.

## Veröffentlichungen
- Eisiges Schweigen flussabwärts. Eine Reise von Moskau nach Berlin. C. H. Beck, München 2025, ISBN 978-3-406-83003-7.

- Revanche. Wie Putin das bedrohlichste Regime der Welt geschaffen hat. C. H. Beck, München 2023, ISBN 978-3-406-79935-8.[9][10]
- Der neue Nationalismus. Wiederkehr einer totgeglaubten Ideologie. Die Andere Bibliothek, Aufbau Verlag, Berlin 2020, ISBN 978-3-8477-0430-0
- Nationalism by Choice. How the Presidents of Turkey And Russia Take Advantage of Nationalism To Stay In Power. IPC-Mercator Policy Brief, Istanbul 2020.
- Neue Anschrift Bosporus: Wie wir versuchten, in Istanbul heimisch zu werden. Rowohlt, Reinbek 2015, ISBN 978-3-499-63098-9.
- Der Islam-Irrtum. Europas Angst vor der muslimischen Welt. In: Die Andere Bibliothek. Band 319. Eichborn Verlag, Frankfurt am Main 2011, ISBN 978-3-8218-6238-5.
- Turkey's Role Reversals. in: The Wilson Quarterly, Summer 2010.
- Der Islam und der Westen. Berliner Taschenbuch-Verlag, 2003.
- La puissance russe. Un puzzle à reconstituer? Editions Alvik, Paris 2003.
- Das Lied von der russischen Erde. Moskaus Ringen um Einheit und Größe. Deutsche Verlags-Anstalt, Stuttgart/München 2002.